# Macrotera texana
Macrotera texana är en biart som beskrevs av Cresson 1878. Macrotera texana ingår i släktet Macrotera och familjen grävbin. Inga underarter finns listade i Catalogue of Life.